# Siphonochelus generosus
Siphonochelus generosus is een slakkensoort uit de familie van de Muricidae. De wetenschappelijke naam van de soort is voor het eerst geldig gepubliceerd in 1936 door Tom Iredale.